# Leonardo Tarán
Leonardo Tarán (* 22. Februar 1933 in Galarza, Argentinien; † 18. Februar 2022) war ein US-amerikanischer Klassischer Philologe und Philosophiehistoriker auf dem Gebiet der antiken Philosophie.

## Leben
Der Sohn von Miguel und Liuba Tarán, jüdischer Einwanderer aus Osteuropa, hatte sich in Argentinien mit der Klassischen Philologie im Selbststudium und mit der antiken Philosophie unter Anleitung von Rodolfo Mondolfo beschäftigt, während er 1958 zugleich einen Studienabschluss in Rechtswissenschaft erwarb. Im selben Jahr 1958 kam er als Promotionsstudent in Klassischer Philologie an der Princeton University in die USA. 1962 erwarb er dort bei Harold Cherniss den Ph.D. mit einer Dissertation zu Parmenides, die 1965 in einer überarbeiteten Fassung von der Princeton University Press veröffentlicht und dann dreimal nachgedruckt wurde. Noch im selben Jahr 1962 war er Junior Fellow am Institute of Research in Humanities der University of Wisconsin geworden, ein Jahr später dasselbe am Center for Hellenic Studies der Harvard University. Im akademischen Jahr 1965/1966 war er Assistant Professor of Classics an der University of California, Los Angeles. 1967 wurde er Mitglied des Department of Classics der Columbia University, 1971 Professor für Griechisch und Latein und – nach der Einbürgerung 1976 – im Jahr 1987 John Jay, Jr. Professor of the Greek and Latin Languages an derselben Universität. Von 1976 bis 1979 war er zudem Direktor des dortigen Department of Classics. Seit 2004 war er Professor emeritus.

## Forschungsschwerpunkte
Tarán hat Arbeiten zu Parmenides, zu Asklepios von Tralleis, zu Platon, Philippos von Opus und der pseudo-platonischen Epinomis vorgelegt und einen anonymen Kommentar zu Aristoteles’ Schrift De Interpretatione ediert. Mit Dimitri Gutas hat er eine editio maior von Aristoteles’ Poetik herausgegeben, die auch die syrischen und arabischen Textzeugen und Wilhelm von Moerbekes lateinische Übersetzung berücksichtigt.

## Schriften (Auswahl)
- Parmenides. A text with translation, commentary, and critical essays. Princeton 1965, OCLC 954751041.
- Asclepius of Tralles: Commentary to Nicomachus’ Introduction to arithmetic. Philadelphia 1969, OCLC 879000316.
- Academica. Plato, Philip of Opus, and the pseudo-Platonic Epinomis. Philadelphia 1975, ISBN 0-87169-107-8.
- Anonymous commentary on Aristotle’s De interpretatione. (Codex Parisinus Graecus 2064). Meisenheim 1978, ISBN 3-445-01621-6.
- Speusippos of Athens. A critical study with a collection of the related texts and commentary. Brill, Leiden 2016 (1981).
- mit Dimitri Gutas: Aristotle, Poetics. Editio Maior of the Greek Text With Historical Introductions and Philological Commentaries (= Mnemosyne Supplement Band 338). Brill, Leiden u. a. 2012, ISBN 90-04-21740-1.